# انفجار أشعة غاما 090429B
انفجار نجم ضخم GRB 090429B هو انفجار أشعة غاما أحد الظواهر الفلكية. اكتُشفَ هذا الانفجار يوم 29 أبريل 2009 وكان ثاني انفجارٍ يُكتشف في ذلك اليوم ، لذلك فقد أدخل في اسمه حرف B. يلاحظ أن تسمية انفجارات أشعة غاما التي نشاهدها بين الحين والآخر في أنحاء قريبة أو بعيدة في الكون، تسمى بتاريخ يوم اكتشافها. ورغم أن اكتشاف هذا الانفجار في عام 2009 إلا أن تحديد المسافة بيننا وبينه استغرق حتى مايو 2011، ونشرت المسافة في المجلات العلمية في 2011 حيث كان له انزياح أحمر فوتومتري z=9.4. وطريقة تعيين المسافة بطريقة الانزياح الأحمر الفوتومتري يكون مصحوباً بقدر كبيرٍ نسبياً من عدم التأكد. ذلك بمقارنته بطريقة الانزياح الأحمر الطيفي الأكثر دقةً، فإذا كان بُعد المسافةِ بينه وبيننا صحيحاً فإن هذا يعني أن انفجار أشعة غاما 090429B هو أبعد انفجار أشعة غاما نعرفه حتى تاريخ مايو 2011، ما تسبب في سلب الرقم القياسي من انفجار GRB 090423. 
في يوم 29 أبريل 2009 سجل انفجار لأشعة غاما استمر 5 ثوان في كوكبة السلوقيان، سجل هذا الانفجار تلسكوب ناسا لرصد الانفجارات المسمى مرصد سويفت الفضائي. ويعني انفجار أشعة غاما، وكذلك يعني هذا الانفجار GRB 090429B موت نجم كبير أكبر من الشمس بـ 30 ضعفا وربما نشأ عنه ثقب أسود.